# Peter Montalin
Peter Montalin (* 6. Juli 1953 in Richterswil) ist ein Schweizer Schriftsteller.

## Leben
Montalin wuchs in Rorschacherberg am Bodensee auf. Nach einer Ausbildung zum Zahntechniker war er nur kurze Zeit in diesem Beruf tätig und wandte sich anschließend dem Studium der Betriebswirtschaft zu. Ab 1978 war er für einige internationale Konzerne im Marketing tätig mit Stationen in Asien, Australien, Südafrika und Nordamerika. Im Jahr 2006 begann er Kurzgeschichten zu schreiben, diesen folgte im Jahr 2008 der erste Roman. Peter Montalin lebt heute im Domleschg, Kanton Graubünden.
Peter Montalin ist Verfasser von Kriminalromanen, Thrillern, historischen Romanen und gesellschaftskritischen Werken.

## Werke
- Schattenvögel. Kriminalroman. Grischa Verlag, 2012, ISBN 978-3-9524033-0-3.
- Grünes Blut. Kriminalroman. edition grischa, 2013, ISBN 978-3-906120-10-2.
- Im Namen der Kirche. Thriller. edition grischa, 2014, ISBN 978-3-906120-14-0.
- Die Zeitmacher. historischer Roman. edition grischa, 2014, ISBN 978-3-906739-94-6.